# Железная дорога Аделаида — Дарвин
Железная дорога Аделаида — Дарвин — трансконтинентальная линия длиной 2 979 км, пересекающая Австралию с юга на север между городами Аделаида и Дарвин. Часть линии была проложена в XX веке, а полностью завершена она была в 2004 году с открытием участка Элис-Спрингс — Дарвин.

## История

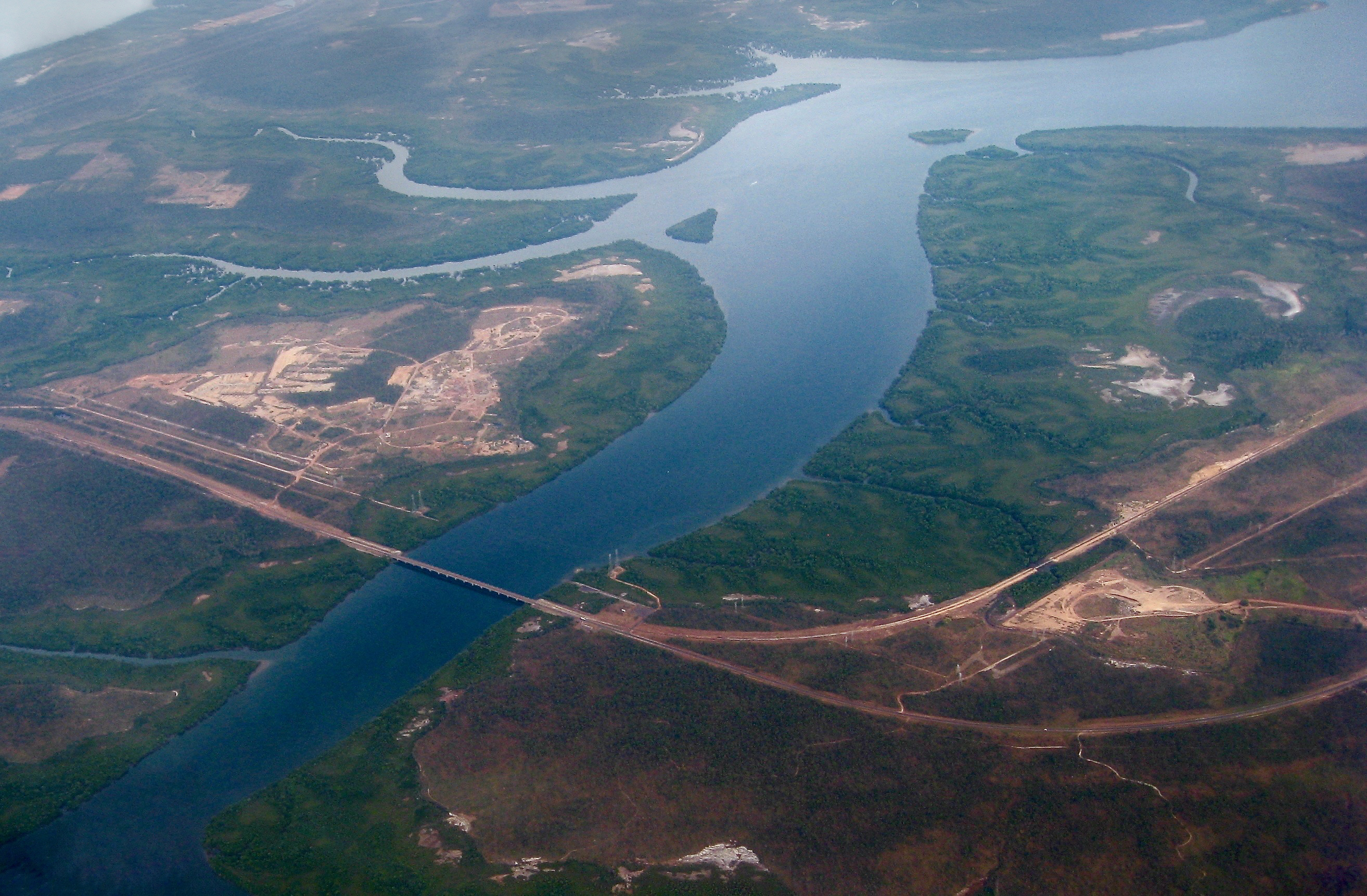
Мост через реку Элизабет в 17 км к югу от Дарвина

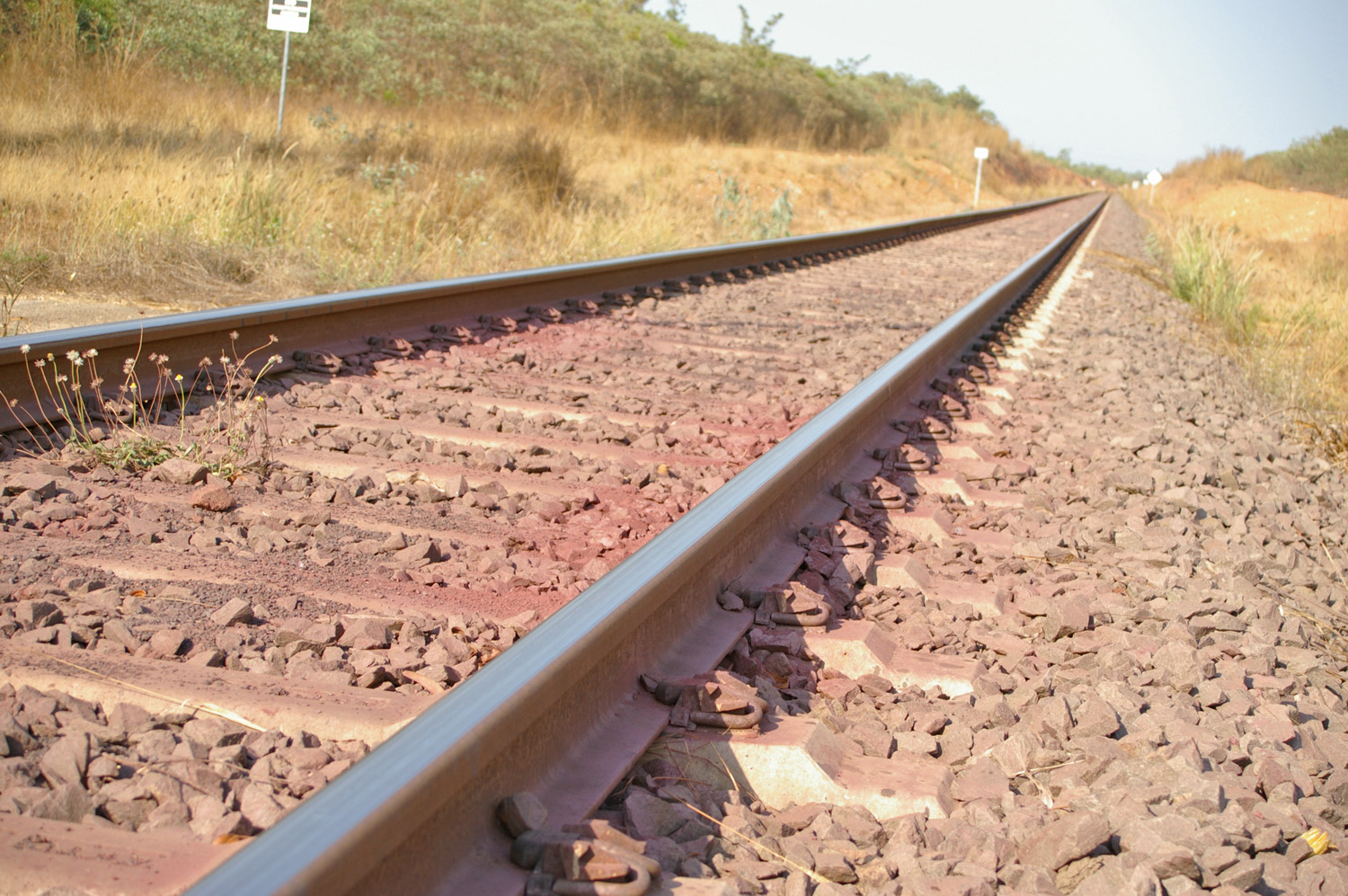
Начало маршрута Аделаида — Дарвин в Дарвине

Акт о принятии Северной территории 1910 года предусматривал, что северные узкоколейные линии вместе с аналогичными линиями Южноавстралийских железных дорог, будут переданы в ведение Commonwealth Railways с последующим сооружением соединительного участка, однако конечных сроков проекта не называлось. Рассматривалось два варианта: строительство линии со стандартной (европейской) колеёй с ответвлением от Трансавстралийской железной дороги в Таркооле, либо более дешевый вариант с продлением узкоколейной линии от станции Однадатта, открывшейся в 1891 году. В итоге был выбран второй вариант. С открытием участка до Элис-Спрингс в августе 1929 года была образована Центральноавстралийская железная дорога (CAR). На севере в это время шло строительство сегментов Североавстралийской железной дороги (NAR) от Дарвина до Бёрдума (железная дорога пришла сюда также в 1929 году).
После открытия угольного бассейна в местечке Ли-Крик в 1940-х годах потребовалось повышенная пропускная способность железнодорожного транспорта. В объезд была построена новая линия с европейской колеёй: в 1956—1957 годах открылся участок от Стерлинг-Норта до Марри через станцию Кворн.
В 1967 году Commonwealth Railways начали поиск альтернативы часто подтапливаемому маршруту CAR. Было представлено три различных варианта, один из которых и был воплощён в жизнь. Строительство 830-километрового участка от Таркоолы до Элис-Спрингс началось в апреле 1975 года и было завершено в октябре 1980, сразу после чего CAR был упразднён. Одновременно, в июне 1975, был упразднён и NAR в связи с закрытием железнорудной шахты во Френсис-Крике.
В январе 1983 года правительство Малькольма Фрейзера объявило о продлении линии с европейской колеёй от Элис-Спрингс до Дарвина, назвав сроком окончания строительства 1988 год. Однако пришедшее на смену в марте 1983 года правительство Роберта Хоука отменило проект.
В июне 1999 года железнодорожная корпорация AustralAsia (принадлежащая правительствам Северной территории и Южной Австралии) заключила контракт на строительство и обслуживание 1 420 км путей от Аделаиды до Дарвина с Asia Pacific Transport Consortium (APTC). В реализации проекта участвовал грузовой оператор FreightLink. Строительство обошлось в 1.2 миллиарда A$.
Строительство началось в июле 2001 года и планировалось к окончанию в сентябре 2003 года. 17 января 2004 года первый грузовой поезд единой дороги прибыл в Дарвин. 4 февраля 2004 года в Дарвин прибыл первый пассажирский поезд из Аделаиды, преодолев 2 979 км за 47 часов.

## Инфраструктура
Линия включает:
- 1 420 км путей;
- 6 основных мостов, пересекающих реки Кэтрин, Элизабет, Аделаида, Кюллен, Фергюссон и Эдит;
- 87 малых мостов;
- 1500 дренажных труб;
- 145,000 тонн рельсового полотна;
- 2,8 млн тонн балласта
- 2 миллиона шпал;
- 8 миллионов креплений для шпал.[16]

## Операторы
Пассажирские поезда «Ган» курсируют по линии еженедельно. Они приводятся в движение локомотивами фирмы Pacific National. Грузовые перевозки осуществляет лишь оператор Genesee & Wyoming Australia. Строительство этой линии значительно облегчило транспортировку сыпучих материалов, таких, как железная руда и медь, из центральной Австралии.

## Станции
Изначальные маршруты CAR и NAR включали множество станций и платформ на своём пути, однако новый маршрут с европейской колеёй включает лишь станции в городах Элис-Спрингс, Теннант-Крик, Кэтрин и Дарвин, а также разъезды в Илокваре и Ньюкасл-Уотерсе.